# Dime qué te pasó
«Dime qué te pasó» es el segundo sencillo del relanzamiento de Los Extraterrestres, álbum del dúo puertorriqueño de reguetón Wisin & Yandel.

## Video musical
El videoclip de la canción muestra a una pareja interpretada por la actriz dominicana Dania Ramírez y el actor estadounidense de origen puertorriqueño Jon Seda la cual tiene problemas, ya que el hombre decide ser soldado para luchar en la guerra. Durante todo el video, la pareja se pelea, y muestra sus problemas en frente de su hijo. Finalmente, el hombre va a la guerra. Al final del video, se muestra que a la mujer le llega la noticia de que su pareja había fallecido allí. El dúo aparece interpretando la canción en medio de un campo. El video está dedicado a todos los soldados que contribuyen a la libertad mundial.

## Posicionamiento
| Listas (2008)       | Posición máxima |
| ------------------- | --------------- |
| Chile Singles Chart | 8               |